# Hans Willi Thoenes
Hans Willi Thoenes (auch: Hans-Willi Thoenes; * 8. November 1923 in Barmen, heute Wuppertal; † 6. April 2006) war ein deutscher Ingenieur und Chemiker sowie Umweltexperte. Er war in den 1990er-Jahren Vorsitzender des Sachverständigenrates für Umweltfragen.

## Leben
Nach einem Maschinenbaustudium an der Ingenieurschule Essen, das er als graduierter Ingenieur abschloss, studierte Hans Willi Thoenes Chemie an der Technischen Hochschule Aachen. 1953 promovierte er dort im Fachbereich Chemie. Danach begann seine berufliche Laufbahn beim Rheinisch-Westfälischen Technischen Überwachungsverein, wo er Laborleiter und 1975 geschäftsführendes Vorstandsmitglied wurde. 1971 wurde er Lehrbeauftragter für das Gebiet Schmierstoffe und Druckübertragungsmedien des Instituts für hydraulische und pneumatische Antriebe und Steuerungen (IHP) der RWTH Aachen. 1974 ernannte ihn die Fakultät für Maschinenwesen zum Honorarprofessor.
Hans Willi Thoenes wurde 1957 kurz nach der Gründung der Kommission Reinhaltung der Luft (KRdL) als ehrenamtlicher Mitarbeiter berufen. Er war in den 1970er- und 1980er-Jahren Mitglied des Beirats der KRdL, in den 1980er-Jahren auch Mitglied des Vorstands. Bei der KRdL war Thoenes auch langjähriger Obmann des Hauptausschusses „Messtechnik“. Von 1980 bis 1987 war er Präsident der Gesellschaft für Tribologie. Von 1987 bis 1996 gehörte er dem Sachverständigenrat für Umweltfragen an, davon seit 1992 als Vorsitzender des Gremiums. Parallel dazu war er von 1992 bis 1996 Mitglied des Wissenschaftlichen Beirats der Bundesregierung Globale Umweltveränderungen (WBGU). Von 1998 bis 2000 war Thoenes Vorsitzender des Wissenschaftlichen Beirats Bodenschutz beim Bundesumweltministerium.
Hans Willi Thoenes war mit Hannelore Meermann verheiratet.

## Auszeichnungen
- 1976: Ehrenmünze des Vereins Deutscher Ingenieure (VDI)[9]
- 1983: Bundesverdienstkreuz 1. Klasse
- 1988: Großes Bundesverdienstkreuz[7]
- 1988: Georg-Vogelpohl-Ehrenzeichen der Gesellschaft für Tribologie (GfT)